# Liste der Baudenkmale in Hoort
In der Liste der Baudenkmale in Hoort sind alle Baudenkmale der Gemeinde Hoort (Landkreis Ludwigslust-Parchim) und ihrer Ortsteile aufgelistet (Stand: Januar 2021).

## Hoort
| ID | Lage                   | Bezeichnung                           | Beschreibung | Bild |
| -- | ---------------------- | ------------------------------------- | ------------ | ---- |
|    | Hauptstraße 22 (Karte) | Hallenhaus                            |              |      |
|    | Dorfplatz              | Gefallenendenkmal 1914/1918 mit Eiche |              |      |

## Ehemalige Denkmale

### Neu Zachun
| ID | Lage          | Bezeichnung | Beschreibung | Bild |
| -- | ------------- | ----------- | ------------ | ---- |
|    | Hauptstraße 1 | Wohnhaus    |              |      |

## Quelle
- Denkmallisten des Landkreises Ludwigslust-Parchim (Stand: September 2021)

- Karte mit allen Koordinaten:
- OSM |
- WikiMap